# Uzès
Uzès er en fransk by med ca. 8000 indbyggere. Uzes er beliggende i departementet Gard i Languedoc-Roussillon.
44°00′45″N 4°25′11″Ø / 44.0125°N 4.4197°Ø